# Helena Mężyńska
Helena Mężyńska z domu Jeske-Choińska, ps. „Bogna 49”, „Grażyna” (ur. 15 marca 1908 w Warszawie, zm. 26 lipca 1944 tamże) – porucznik, członkini ZWZ-AK.

## Życiorys
Helena Mężyńska była córką pisarza Teodora Jeske-Choińskiego i Cecylii z domu Grabowskiej. Ukończyła w 1931 Wydział Filozoficzny Uniwersytetu Warszawskiego. Mgr filologii polskiej, a także nauczycielka w szkołach średnich, w Gdyni bezpośrednio przed wojną, a w Warszawie od sierpnia 1939. Od początku 1941 w konspiracji jako łączniczka, a następnie szyfrantka w komórce kancelarii i szyfrów na kraj „Orkiestra” Oddziału Łączności Konspiracji KG ZWZ-AK. Mianowana po przeszkoleniu kierowniczką archiwum kancelarii „Szewc”, które prowadziła we własnym mieszkaniu przy ul. Żelaznej, później przy ul. Topiel wraz z mężem Kazimierzem dr filologii polskiej. Szkoliła nowe archiwistki i szyfrantki. 6 lipca 1944 aresztowana w „kotle” w lokalu kontaktowym przy ul. Foksal. Podczas badań w al. Szucha była torturowana, ale wzięła całą odpowiedzialność na siebie i nic nie ujawniła. Wyniesiona na noszach na egzekucję, rozstrzelana w ruinach getta.
Odznaczona pośmiertnie Krzyżem Walecznych i Orderem Virtuti Militari.